# بالا تپه (خدا قلی)
بالا تپه (خدا قلی) مربوط به دوران پیش از تاریخ ایران باستان است و در شهرستان مینودشت، روستای سایر واقع شده و این اثر در تاریخ ۲۲ تیر ۱۳۷۹ با شمارهٔ ثبت ۲۷۳۸ به‌عنوان یکی از آثار ملی ایران به ثبت رسیده است.